# Лопадиот
Андре́й Лопадио́т (др.-греч. Λοπαδιώτης, Ανδρέας)— византийский лексикограф и комментатор, живший в конце XIII — первой половине XIV веков.
Даты жизни и какие-либо подробности биографии Лопадиота неизвестны — имеются лишь сведения, что он жил в Константинополе, столице империи, и был знаком с Мосхопулом Михаилом — возможно, приходился ему другом либо учеником.
Главное произведение Лопадиота — так называемый «Венский лексикон» («Lexicon Vindobonse»), названный так по анонимной венской рукописи, на основе которой были осуществлены его последующие издания (Галле, 1858—1862 и Санкт-Петербург, 1876). Имя изначального автора труда удалось установить значительно позже, когда была обнаружена более древняя рукопись лексикона («Vaticanus graecus», 22), датированная 1343 годом, — в ней было указано имя автора. Лексикон Лопадиота представляет собой словарь различных слов и выражений периода Античности, проиллюстрированный примером их употребления в работах «классических» и позднеантичных авторов — Геродота, Аристотеля, Аристида, Либания, Демосфена, Максима Тирского, Синезия, императора Василия Великого и так далее. Сочинение по своей сути представляет собой компиляцию, однако в нём обнаружены фрагменты из, как указывает Лопадиот, цитат Софокла и Ферократа, не встречающиеся в каких-либо других письменных источниках.
Лопадиот также является автором небольшой эпиграммы на Распятие, которая была опубликована под именем Фила Мануила, и, возможно, ещё ряда эпиграмм, до нас не дошедших. Сохранилась также переписка между Лопадиотом и книжником Григорием Ойнайотом, из которой можно сделать вывод, что Лопадиот написал ещё как минимум некий панегирик, однако этот сочинение на данный момент считается утраченным.